# Dummy (Film)
Dummy ist eine US-amerikanische Filmkomödie von Greg Pritikin aus dem Jahr 2002.

## Handlung
Der 30-jährige Steven Schoichet lebt mit seiner Schwester Heidi noch immer bei seinen Eltern in einer typisch amerikanischen Kleinstadt. Er ist kaufmännischer Sachbearbeiter bei einem Händler für Elektronikwaren, seine Schwester Heidi ist Hochzeitsberaterin. Steven ist mit Fangora Gurkel befreundet, einer eher durchschnittlich talentierten Rockmusikerin mit einem Hang zur Kleptomanie, die bereits lange keinen Auftritt hatte. Steven und seine Schwester sind beide Single. Er brachte bislang nicht den Mut für eine neue Beziehung auf, seine Schwester ist noch dabei, ihren durchgeknallten und ehemaligen Verlobten auf Abstand zu halten.
Steven ist mit seinem bisherigen Job unzufrieden. Als er eines Nachts vor dem Fernseher einen Spielfilm mit einem Bauchredner sieht, entschließt er sich seinem Leben eine neue Wendung zu geben. Am folgenden Tag kündigt er seinen Job und wird arbeitslos. Bauchreden-Künstler zu werden stößt bei seiner Familie – im Gegensatz zu dem sicheren Job als kaufmännischer Angestellter – zunächst auf Unverständnis. Steven lässt sich jedoch davon nicht abhalten und bekommt schließlich sein erstes Engagement als Bauchredner in einem Altersheim. Seine Bauchrednerpuppe ist dabei nicht nur sein Arbeitswerkzeug, sondern auch gleichzeitig sein Instrument, um seine bisher verborgenen Fähigkeiten und Eigenschaften zum Vorschein zu bringen.
Während seiner Jobsuche lernt Steven Lorena Fanchetti kennen, eine Angestellte des Arbeitsamtes. Er findet sie attraktiv und wirbt um sie. Er lässt sich von seiner Freundin Fangora in dieser Angelegenheit beraten, da sie immer wieder vorgibt zu wissen, was Frauen wollen. Ihre Ideen und Vorschläge sind jedoch grundsätzlich unbrauchbar und führen schließlich für Steven zu einer gerichtlichen Unterlassungsverfügung wegen Stalkings. Nachdem er sich per Videobotschaft bei Lorena entschuldigt hat, gelingt es ihm, sich mit ihr zu treffen und sie für sich zu gewinnen. Sie verabreden sich zu einem Rendezvous, wobei Steven erneut unvorsichtigerweise einen von Fangora aufgedrängten Rat annimmt. Nach einem gänzlich erfolglosen Rendezvous kommt es schließlich zum Beziehungsabbruch durch Lorena.
Fangora trifft Heidi, und im Laufe des Gesprächs erhält Fangora von Heidi ein Engagement mit ihrer Band. Um diesen Job zu bekommen, gibt sie vor Yiddish Klezmer für eine jüdische Hochzeitsgesellschaft spielen zu können. Heidi weiß jedoch nicht, dass es sich bei Fangoras Band um eine Metal-Band handelt. 
Auf der von Heidi organisierten jüdischen Hochzeit treffen sich alle Beteiligten wieder, und in einem furiosen Finale kann Steven zeigen, dass er doch "Mr. Right" für Lorena ist.

## Kritiken
Kevin Thomas schrieb in der Los Angeles Times vom 12. September 2003, dass Adrien Brody den Film „dominiere“, dennoch lobte er auch die Leistungen von Milla Jovovich, Illeana Douglas, Vera Farmiga und Jared Harris. Er bescheinigte der Komödie „Charme“ und „Humor“.
Das Lexikon des internationalen Films lobte die „hervorragende“ Inszenierung, das Drehbuch und die „überzeugenden“ Darstellungen.

## Hintergrund
Der Film wurde in New York City und in Wayne (New Jersey) gedreht. Nach der Premiere am 21. Februar 2002 wurde er auf einigen Festivals gezeigt, darunter am 7. September 2003 auf dem Toronto Film Festival.